# William Russo
Pour les articles homonymes, voir Russo.
William Russo, mieux connu sous le nom de Bill Russo (Chicago, 25 juin 1928 – 11 janvier 2003), est un musicien américain de jazz. Il est considéré comme l'un des plus grands compositeurs et arrangeurs de jazz.

## Biographie
Ancien élève du pianiste de jazz Lennie Tristano, Russo a écrit des œuvres orchestrales révolutionnaires pour le Stan Kenton Orchestra dans les années 50, parmi lesquelles 23 Degrees N 82 Degrees W, Frank Speaking et Portrait of a Count. L'une des pièces les plus célèbres qu'il ait écrites pour le Kenton Orchestra est Halls Of Brass, spécialement composée pour le pupitre des cuivres, sans instrument à vent ni percussion. La section qui a enregistré la pièce comprenait des artistes de jazz tels que Buddy Childers, Maynard Ferguson et Milt Bernhart, reconnus par les musiciens de cuivre classiques.
Au début des années 60, Russo déménage en Angleterre où il fonde le London Jazz Orchestra. Il contribue au mouvement Third stream qui cherche à réduire le fossé entre jazz et musique classique. Il retourne à Chicago, sa ville natale, en 1965, où il fonde le département de musique du Collège Columbia et devient le directeur de son Centre pour la Nouvelle Musique ainsi que le premier professeur à plein temps de l'université. Il est également directeur de l'Institut de musique orchestrale à la Scuola Europea d’Orchestra Jazz à Palerme, en Italie.
Outre la composition pour les ensembles de jazz, Russo écrit également de la musique classique : des symphonies et des œuvres chorales ainsi que plusieurs pièces pour le théâtre, mélangeant souvent des éléments de genres différents. En 1959, sa symphonie n° 2 en ut Titans lui vaut le prix Koussevitzky et marque son entrée dans le monde de la musique classique. Elle est jouée par le New York Philharmonic la même année sous la direction de Leonard Bernstein (qui avait commandé la pièce), avec en soliste le trompettiste Maynard Ferguson.
En 1973, l'album du Deutsche Grammophon qui mélange musique classique et jazz comprend Three Pieces for Blues Band and Symphony Orchestra (en). Interprété par le San Francisco Symphony Orchestra et le Siegel–Schwall Band (en) sous la direction de Seiji Ozawa (qui avait donné la première avec le Chicago Symphony Orchestra et le Siegel-Schwall Band en 1968), c'est un grand succès pour le label, ce qui détermine celui-ci à éditer Street Music, A Blues Concerto en 1977, avec Corky Siegel (en) à l'harmonica et au piano.
Parmi les comédies musicales de Russo, on peut citer une cantate rock, The Civil War (1968) basée sur des poèmes de Paul Horgan. Pièce multimédia politiquement engagée pour soliste, chœur, danseurs et groupe de rock, The Civil War fait le parallèle entre d'une part la Guerre de Sécession et le martyre du président Abraham Lincoln et d'autre part le mouvement des droits civiques, le mouvement pacifiste des années 60 et les meurtres de Martin Luther King et de John Fitzgerald Kennedy. Russo poursuit avec d'autres comédies musicales multimédia basées sur le rock parmi lesquelles Liberation, Jeanne d'Arc, Aesop's Fables, The Bacchae, et Song of Songs. Ces pièces, ainsi que d'autres, sont jouées au Chicago Free Theater que Russo a fondé et dont il est le directeur. Ce théâtre, qui constitue l'une des troupes phares du mouvement off-Loop qui fleurit à Chicago à la fin des années 60, engendra des compagnies similaires à Baltimore et San Francisco.
En 1969, Russo s'associe avec le directeur Paul Sills, fondateur de la Second City, et avec le révérend Jim Shiflett, pour créer le Body Politic Theatre, l'un des premiers théâtres off-Loop à Chicago. Les autres œuvres de Russo pour le théâtre comportent les opéras John Hooton (1962), The Island (1963), Land of Milk and Honey (1964), Antigone (1967), The Shepherds' Christmas, The Pay-Off (1983–1984), The Sacrifice et Dubrovsky (1988), ainsi qu'un double programme inspiré de la commedia dell'arte : Isabella's Fortune et Pedrolino's Revenge (joué off-Broadway en 1974), ainsi qu'un conte de fée musical pour enfants, The Golden Bird, pour chanteurs, narrateur, danseurs et orchestre symphonique (créé en 1984 par le Chicago Symphony Orchestra). Parmi ses collaborateurs pour le théâtre, on peut citer Adrian Mitchell, Arnold Weinstein (en), Jon Swan (en), Alice Albright Hoge, Irma Routen, Naomi Lazard (en), Robert Perrey, Donald T. Sanders, Albert Williams, Jonathan Abarbanel et Denise DeClue. Russo a aussi composé des mélodies sur des poèmes d'Edna St. Vincent Millay, de W. H. Auden et de Gertrude Stein, ainsi que des partitions pour la danse et le cinéma.
Dans le cadre de son travail avec le Columbia College, il crée le Chicago Jazz Ensemble, voué à la préservation et à l'expansion du jazz. L'ensemble est cependant dissous quelques années plus tard mais est totalement recréé en 1991 et est toujours en activité aujourd'hui, avec comme directeur artistique le trompettiste Jon Faddis. Russo apparaît avec le groupe la semaine précédant sa mort. Il quitte sa chaire au Columbia College Music Department en 2002 après s'être battu contre son cancer et meurt l'année suivante.

## Vie privée
Russo a été marié trois fois, avec :
- Shelby Davis, chanteuse, avec qui il a eu un enfant : Camille Russo.
- Jeremy Warburg, professeur de musique, qui était l'une des petites-filles du directeur de la publication américain Condé Nast, et avec qui il a eu deux enfants : Alexander Russo et Condée Nast Russo.
- Carol Lo Verde, soprano classique.

Il a également eu une fille, Whitney C. Schildgen, issue d'une relation extra-conjugale.

## Autres activités
Russo était aussi connu en tant que tromboniste et professeur de composition. Parmi ses élèves on trouve John Barry, Richard Peaslee (en), Fred Karlin, Patrick Gowers, Joseph Reiser, Albert Williams, Louis Rosen et Mark Hollmann (en).
En plus de composer, arranger, diriger, jouer et enseigner, il a également écrit trois livres sur la musique : Composing for the Jazz Orchestra, Jazz Composition and Orchestration et Composing Music: A New Approach, écrit avec Jeffrey Ainis et David Stevenson, les anciens élèves de Russo.
En tout, Russo a composé plus de 200 pièces pour orchestre de jazz et on trouve plus de trente enregistrements de son œuvre. Il a notamment collaboré avec Duke Ellington, Leonard Bernstein, Seiji Ozawa, Stan Kenton, Cannonball Adderley, Yehudi Menuhin, Dizzy Gillespie, Benny Carter, Maynard Ferguson, Billie Holiday, Cleo Laine, Annie Ross.
En 1990, il reçoit un prix pour l'ensemble de son œuvre de la part de l'Académie nationale des arts et des sciences, l'organisation qui présente les Grammy Awards.

## Discographie
- A Recital of New American Music (Dee Gee Records)
- Experiment in Jazz (Universal Records)
- School of Rebellion
- The Seven Deadly Sins
- Russo In London
- The World Of Alcina
- Stonehenge
- Street Music 3 pièces pour Blues Band et orchestre symphonique par l'orchestre de San Francisco dirigé par Seiji Ozawa

## Sources
- (en) Cet article est partiellement ou en totalité issu de l’article de Wikipédia en anglais intitulé « William Russo (musician) » (voir la liste des auteurs).
- Notices d'autorité :   - VIAF
  - ISNI
  - BnF (données)
  - IdRef
  - LCCN
  - GND
  - Italie
  - Espagne
  - Belgique
  - Pays-Bas
  - Pologne
  - Israël
  - Lettonie
  - WorldCat